# Porto del Valle
Il Porto del Valle è il porto principale di Porto Santo Stefano. È il porto commerciale più importante della provincia di Grosseto.

## Storia

Motonave da carico per trasporto componenti chimici per lo stabilimento Sitoco di Orbetello, ormeggiata al molo Garibaldi.

Il porto si è sviluppato negli ultimi due secoli, grazie alla cantieristica navale e alla necessità di creare un approdo più grande per i collegamenti con le isole.
In precedenza, era usato dai governanti spagnoli dello Stato dei Presidi, che lo ritenevano più sicuro e protetto del più piccolo e vicino Porto Vecchio.
All’inizio del Novecento era presente un breve tratto dell'attuale molo di sopraflutto, che venne prolungato dal 1911 al 1917 per ulteriori 125m. Nel 1919-1920 vennero costruiti un nuovo pontile (Molo della Sanità) e un nuovo tratto di banchina. Negli anni 1930 furono prolungati alcuni tratti di banchina. Il porto fu completamente distrutto durante la seconda guerra mondiale dai bombardamenti condotti dalle forze aeree anglo-americane, tra il 1943 e il 1944. Negli anni 1960 venne prolungato il molo di sopraflutto di altri 30m e realizzato quello di sottoflutto attuale. Tra il 1976 e il 1981 il molo di sopraflutto è stato prolungato con un tratto di scogliera di 35m ad orientazione diversa rispetto al molo. Tra il 2003 e il 2007 è stato prolungato il secondo tratto per ulteriori 120m.

## Caratteristiche
Il porto, situato sul Mar Tirreno, è segnalato da due fanali. Il bacino portuale è protetto dai moli di sopraflutto e di sottoflutto. Il molo di sopraflutto è lungo circa 320 m ed è realizzato come diga in scogliera con mantellata in massi naturali e muro paraonde a quota + 5.90 m slm. All'interno del bacino portuale sono presenti due pontili fissi (di lunghezza di 145 e 60m rispettivamente) e 7 pontili galleggianti (di lunghezza complessiva pari a 480 m).
- Fondale min-max: 4.0-10.0m
- Larghezza all'imboccatura: 115m
- Fondale all'imboccatura: 10m
- Darsene: specchio acqueo 170.000m²

## Le attività del porto

Moby Dream e Corsica Marina, impiegate sulla linea Porto Santo Stefano-Bastia verso la fine degli anni 1980, ormeggiate nel Porto del Valle.

Il Porto del Valle è classificato come "Porto di interesse regionale e interregionale" ed ha funzione di porto turistico, peschereccio, mercantile, cantieristico e militare, per la presenza di numerose vedette della Finanza, della Capitaneria e dei Carabinieri.
Presenza costante fin dagli anni 1930, erano le  petroliere utilizzate per il rifornimento del 64° Deposito Territoriale dell'Aeronautica Militare, chiuso nel 2016.
Vi hanno fatto scalo le navi mercantili, che venivano a scaricare componenti chimici per la fabbrica di concimi Sitoco di Orbetello. 
Tra la fine degli anni 1980 e l'inizio degli anni 1990, il porto è stato utilizzato dalle compagnie di navigazione Nav.Ar.Ma. e Corsica Ferries, che hanno impiegato alcune navi sulla tratta Porto Santo Stefano-Bastia.
Dal 2016 è porto di scalo ufficiale della compagnia di navigazione statunitense Oceania Cruises, che si occupa di crociere di lusso. Il movimento croceristico è gestito da PortArgentario, un’iniziativa di collaborazione tra l'autorità di sistema portuale regionale Toscana e il Comune di Monte Argentario. Il progetto comprende 15 comuni e propone il comprensorio della Toscana meridionale nel mercato internazionale delle navi da crociera di piccole e medie dimensioni e dei superyachts. Nel 2019, secondo l'associazione internazionale CLIA, è risultata la migliore destinazione croceristica italiana.
È presente una consistente flotta peschereccia con imbarcazioni che esercitano soprattutto la pesca costiera ravvicinata con lo strascico.
Di una certa importanza è l'attività dei cantieri navali e dei maestri d’ascia, soprattutto nella costruzione di imbarcazioni da diporto e rimessaggio navale. Il Cantiere Navale dell'Argentario, situato nei pressi della darsena vecchia è uno dei più importanti cantieri italiani per il restauro di imbarcazioni e velieri d'epoca.
I posti barca turistici sono circa 400. In attesa della riorganizzazione prevista dal P.R.P., la flotta è distribuita in modo frammentato in varie zone del porto.  

### Servizi

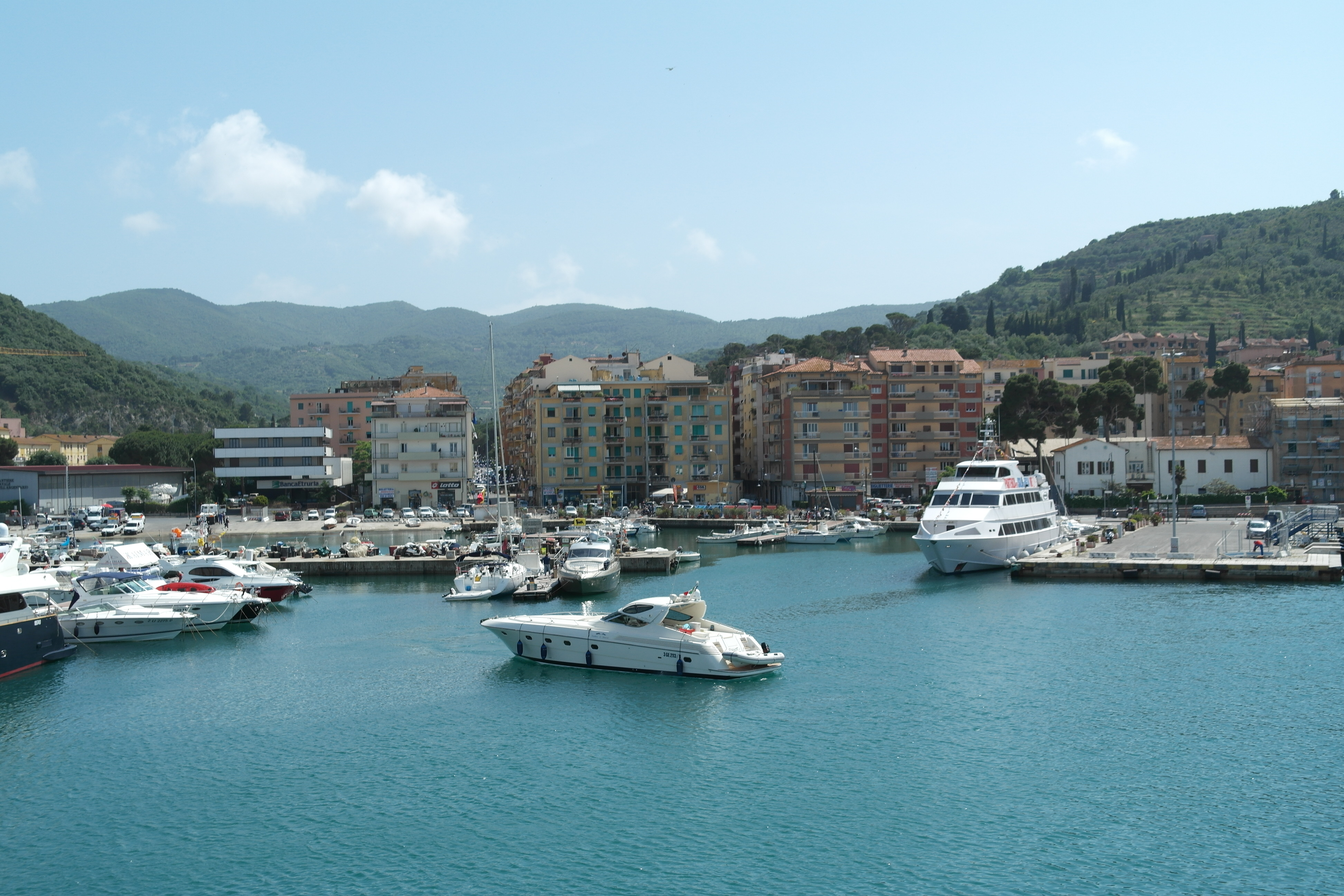
Ingresso della darsena vecchia

Tra i servizi, vi sono: distributore di benzina e gasolio in banchina, prese acqua ed energia elettrica, illuminazione banchine, scivolo per piccole imbarcazioni, 4 scali d'alaggio fino a 400t, gru mobile, rimessaggio all'aperto/coperto, riparazione motori, riparazioni elettriche ed elettroniche, riparazione scafi in legno e vtr, riparazione vele, guardianaggio, pilotaggio, ormeggiatori, sommozzatori, servizi igienici e docce c/o “Porto Turistico Domiziano”, servizi antincendio, ritiro rifiuti, rifornimento alimentare, rivendita ghiaccio, parcheggio auto.

## Servizi di Linea

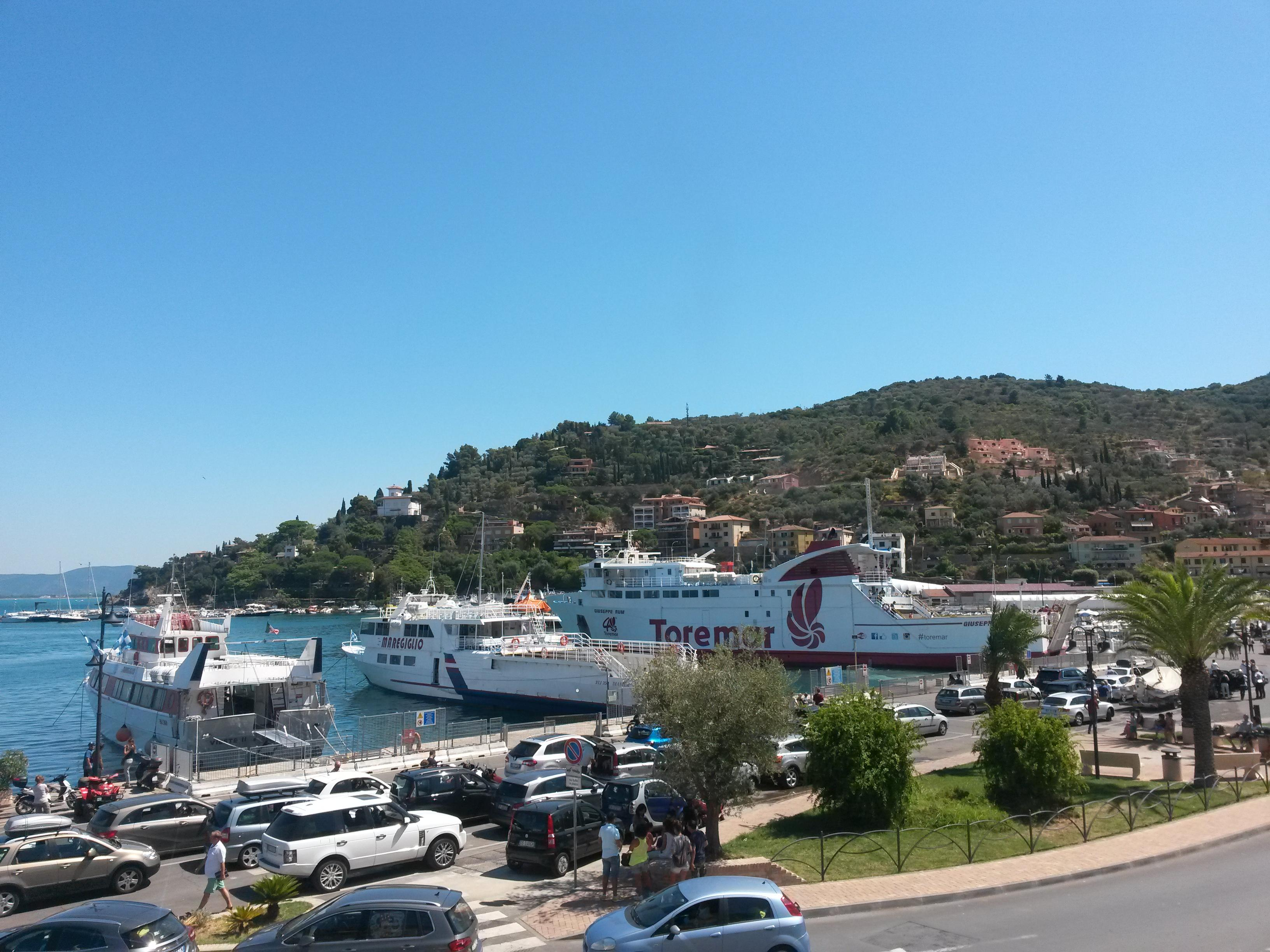
Area imbarco traghetti per le isole

I collegamenti di linea principali sono:
- Porto Santo Stefano-Isola del Giglio, effettuato dalle società di navigazione Maregiglio e Toremar.
- Porto Santo Stefano-Isola di Giannutri, effettuato dal vettore Maregiglio per conto di Toremar, come previsto dal contratto di servizio tra Toremar e Regione Toscana per lo svolgimento dei servizi pubblici di collegamento con le Isole dell'arcipelago toscano.